# 甚べい
株式会社甚べい（じんべい）は北海道苫小牧市に本社を置き、弁当製造販売を行う企業である。

## 概要
1974年、辻食品として苫小牧市永福町で創業。当初は個人商店にすしや太巻きを卸していた。1976年3月に法人登記し、同年9月に社名を語感が良いという理由で甚べいに変えた。個人客への販路拡大のため、1977年に苫小牧市双葉町の初の路面店で弁当を発売し、需要もあったために販売を本格化させた。
一時は札幌や静内、室蘭へと店舗を拡大し、ピーク時の2008年頃には18店舗を展開したが、同年のリーマン・ショックの影響で苫小牧市内のみに店舗を縮小した。
2024年8月28日、道内外でラーメン店麺や虎鉄などを運営するPLUS2が全株式を取得し、同日付で完全子会社となった。社長が後継者を探したが適任者がおらず、仲介企業を通じ事業譲渡を決めた。

## 沿革
- 1974年 - 辻食品として苫小牧市永福町で創業。
- 1976年
  - 3月 - 法人登記。
  - 9月 - 甚べいに社名変更。
- 1977年 - 双葉店開店。
- 2024年8月28日 - PLUS2の完全子会社となる。

## 店舗
- 本店・本社 - 苫小牧市山手町1-3-2
- しらかば店 - 苫小牧市しらかば町6-15-15
- ときわ店 - 苫小牧市ときわ町5-19-14
- 新富店 - 苫小牧市新富町1-7-20
- 三光店 - 苫小牧市三光町5-26-18
- やなぎ町店 - 苫小牧市柳町1-5-12
ドライブスルー併設
- 沼の端店 - 苫小牧市東開町4-20-26
- 中野店 - 苫小牧市元中野町4-15-14

### 閉店した店舗
- 桜木店 - 苫小牧市桜木町1-21-22
- 有明店 - 苫小牧市有明町1-7-13
- 錦町店 - 苫小牧市錦町2-3-7
- 表町店 - 苫小牧市表町3-2-3
- 双葉店 - 苫小牧市双葉町3-3-4
2023年10月閉店[1]
- 室蘭中央店 - 室蘭市中央町3-7-10
- 室蘭Aコープ店 - 室蘭市築地町89-2　AコープWEST店内
- 室蘭中島店 - 室蘭市知利別町1-1-14
- 室蘭日の出店 - 室蘭市日の出町1-2-3
- 室蘭高砂店 - 室蘭市高砂町1-44-10
- 登別若草店 - 登別市若草町1-4-1